# ポール・フレール
ポール・フレール（Paul Frère, 1917年1月30日 - 2008年2月23日）は、フランス・ル・アーヴル生まれのベルギー人ドライバー、自動車ジャーナリスト。

## 略歴

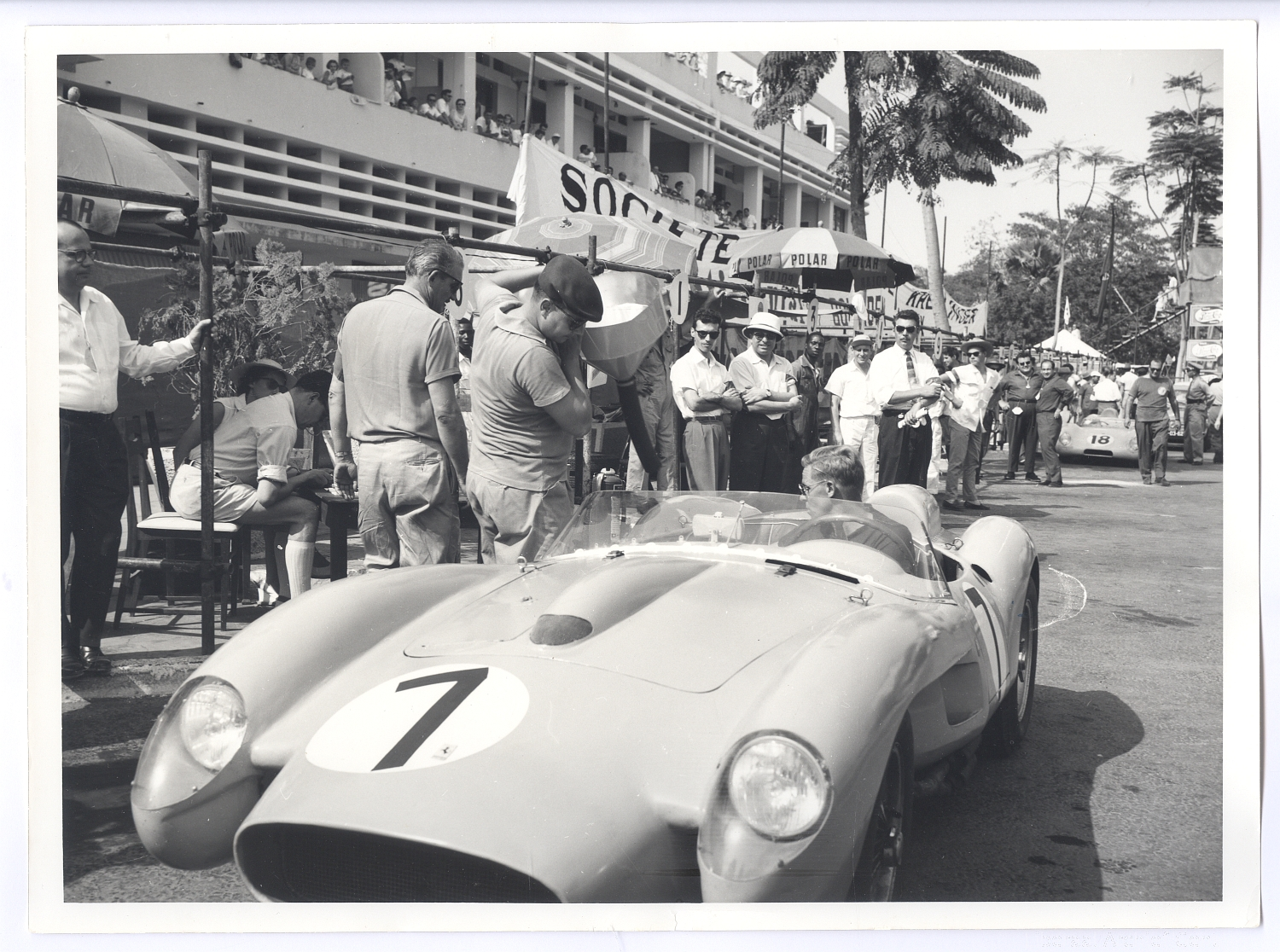
フェラーリ・250TRに乗るフレール（1958年レオポルドヴィルGP）

ブリュッセルの大学で経営工学を学び、卒業後の1945年からジャーナリストとして活動を開始した。1946年に二輪レースに出場すると、自動車レースへ転向。最初の本格的レースが1948年のスパ・フランコルシャン24時間レースであり、この時は友人とMG-PBで出場しクラス4位総合15位で完走した。その後1960年までの間あらゆる種類のレースに参加し、例えば1953年のミッレミリア初出場の折りにはクライスラー・サラトガというおよそ不向きな自動車で出場したにもかかわらず2リットル以上の生産者部門で優勝している。
ル・マン24時間レースにおいては、1953年はポルシェ・550クーペで出場し1500ccクラス優勝・総合15位。1955年はピーター・コリンズと組み、アストンマーティン・DB3Sでクラス優勝・総合2位に入賞した。1957年はジャガー・Dタイプで総合4位、1958年はポルシェ・718RSKで総合4位、1959年はモーリス・トランティニアンと組み、アストンマーティン・DBR1で総合2位と上位入賞を続け、1960年は同じベルギー人ドライバーのオリヴィエ・ジャンドビアンと組み、フェラーリ・250TRで初めての総合優勝を果たした。これを機に現役レーサーとしての活動を終える。
F1では1952年から1956年にかけて出場し、1956年のベルギーグランプリで2位を記録した。
現役引退後はジャーナリストとして生涯を通じて欧州を拠点に活動し、アメリカの自動車雑誌『ロード・アンド・トラック (Road & Track) 』のヨーロッパのエディターを務めた。日本でも頻繁に活動しており、雑誌『カーグラフィック』のコラム「FROM EUROPE」や各種テスト記事等でもおなじみ。初代編集長小林彰太郎とは1960年代以来親交が深く、同誌ではイニシャルにちなんで「PF先生」という愛称で呼ばれた。著書「ハイスピード・ドライビング（原題：Competition Driving）」にて運転技術を理論的に解説したほか、鈴鹿サーキットでレーシングスクールを行い、モータースポーツ愛好家を指導した。
また、1976年からマツダの車両設計コンサルタントとして招聘され、初代323から三代目RX-7まで走行評価と貴重なアドバイスを行った。ホンダの技術者とも親交があり、CR-X 1.6 SiRを日常の足として長く愛用した。さらに、1980年代前半の横浜タイヤ「アスペック」のCMにも出演した。
2007年1月、90回目の誕生日直前にニュルブルクリンク近くの公道でホンダ・シビックタイプRを運転中に事故に巻き込まれ重傷を負った。事故後フランクフルトの病院に搬送され、7本の肋骨損傷に骨盤の粉砕や肺にも破裂を負うなど甚大な損傷を受けていることが判明、集中治療室で14日間を過ごさなければならなかった。
2008年2月23日にブリュッセルで死去。91歳没。同年9月、ベルギーGPが開催されるスパ・フランコルシャンサーキットのスタブロ・コーナーが「Courbe Paul Frère（ポール・フレール・コーナー）」と改名され、彼の名誉を讃えた記念碑が設置された。

## 年度別成績

### F1
| 年     | 所属チーム                   | シャシー | 1   | 2     | 3       | 4       | 5   | 6       | 7       | 8       | 9   | WDC       | ポイント |
| ------ | ---------------------------- | -------- | --- | ----- | ------- | ------- | --- | ------- | ------- | ------- | --- | --------- | -------- |
| 1952年 | HW モータース                | 52       | SUI | 500   | BEL 5   | FRA     | GBR | GER Ret |         |         |     | 16位      | 2        |
| 1952年 | シムカ・ゴルディーニ／ベルゲ | 15       |     |       |         |         |     |         | NED Ret | ITA     |     | 16位      | 2        |
| 1953年 | HW モータース                | 53       | ARG | 500   | NED     | BEL 10  | FRA | GBR     | GER     | SUI Ret | ITA | NC (43位) | 0        |
| 1954年 | ゴルディーニ                 | T16      | ARG | 500   | BEL Ret | FRA Ret | GBR | GER Ret | SUI     | ITA     | ESP | NC (56位) | 0        |
| 1955年 | フェラーリ                   | 555      | ARG | MON 8 | 500     | BEL 4   | NED | GBR     | ITA     |         |     | 15位      | 3        |
| 1956年 | フェラーリ                   | D50      | ARG | MON   | 500     | BEL 2   | FRA | GBR     | GER     | ITA     |     | 7位       | 6        |

### ル・マン24時間レース
| 年     | チーム                                        | コ・ドライバー                       | 使用車両                     | クラス | 周回 | 総合順位 | クラス順位 |
| ------ | --------------------------------------------- | ------------------------------------ | ---------------------------- | ------ | ---- | -------- | ---------- |
| 1953年 | ポルシェ KG                                   | リヒャルト・フォン・フランケンベルク | ポルシェ・550クーペ          | S 1.5  | 247  | 15位     | 1位        |
| 1954年 | アストンマーティン・ラゴンダ                  | キャロル・シェルビー                 | アストンマーティン・DB3S     | S 3.0  | 74   | DNF      | DNF        |
| 1955年 | アストンマーティン・ラゴンダ                  | ピーター・コリンズ                   | アストンマーティン・DB3S     | S 3.0  | 302  | 2位      | 1位        |
| 1956年 | ジャガー・カーズ                              | デスモンド・ティッターリントン       | ジャガー・Dタイプ            | S 5.0  | 2    | DNF      | DNF        |
| 1957年 | エキュリー・ナシオナル・ベルジュ              | フレディ・ルッセル                   | ジャガー・Dタイプ            | S 5.0  | 310  | 4位      | 4位        |
| 1958年 | ポルシェ KG                                   | エドガー・バルト                     | ポルシェ・718RSK             | S 1.5  | 290  | 4位      | 1位        |
| 1959年 | デビッド ブラウン レーシング ディベロプメント | モーリス・トランティニアン           | アストンマーティン・DBR1/300 | S 3.0  | 322  | 2位      | 2位        |
| 1960年 | スクーデリア・フェラーリ                      | オリビエ・ジャンドビアン             | フェラーリ・250TR/59/60      | S 3.0  | 314  | 1位      | 1位        |

## 著書
- 小林彰太郎・武田秀夫 訳『ハイスピード・ドライビング』二玄社、1966年。ISBN 978-4-544-04000-5。
- 小林彰太郎・武田秀夫 訳『新ハイスピード・ドライビング』二玄社、1993年。ISBN 4-544-04044-2。
- 小林彰太郎 訳『いつもクルマがいた—ポール・フレール自叙伝』二玄社、1999年。ISBN 978-4-544-04063-0。
- ポール・フレール 著、二玄社別冊単行本編集室 訳『はしる まがる とまる—もっと楽しいクルマの運転』二玄社、2004年。ISBN 978-4-544-04093-7。